# 明導寺
明導寺（みょうどうじ）は熊本県球磨郡湯前町にある浄土真宗本願寺派の寺院。

## 文化財

### 重要文化財（国指定）
城泉寺阿弥陀堂
鎌倉時代前期の寛喜元年（1229年）この地方を支配していた豪族久米三郎真家（浄心）によって建立された、茅葺寄棟造の仏堂。明治以降無住の廃寺となっていたが、現在は明導寺の飛地境内になっている。
1933年（昭和8年）1月23日指定。
城泉寺九重石塔
寛喜二年庚寅九月廿三日の刻銘あり。
1933年（昭和8年）1月23日指定。
城泉寺七重石塔
寛喜二年庚寅十一月日の刻銘あり。
1933年（昭和8年）1月23日指定。
木造阿弥陀如来及両脇侍像（城泉寺）
寛喜元年（1229年）

### 登録有形文化財
明導寺本堂
1926年（大正15年）に完成。木造洋風建築で当時の住職の長男藤岡眞月が設計したもの。
1998年（平成10年）9月25日登録。

### その他
銅製鰐口（県指定文化財）
天授7年（1381年）
古塔碑群
鎌倉時代から江戸時代

## 周辺施設
- 湯前町役場
- くま川鉄道 湯前駅